# Novembre 2009 en France
Chronologie de la France
- 2005
- 2006
- 2007
- 2008
- 2009
- 2010
- 2011
- 2012
- 2013

Janvier - Février - Mars - Avril - Mai - Juin - Juillet - Août - Septembre - Octobre - Novembre - Décembre 2009
2007 - 2008 - 2009 dans les DOM-TOM français - 2010 - 2011
2007 par pays en Europe - 2008 par pays en Europe - 2009 par pays en Europe - 2010 par pays en Europe - 2011 par pays en Europe 

## Chronologie

### Dimanche1ernovembre 2009

#### Politique
- L'ancien premier ministre Jean-Pierre Raffarin et 24 autres sénateurs critiquent la réforme de la taxe professionnelle envisagée par le gouvernement[1].
- Entrée en vigueur de nouvelles mesures visent à faciliter la vie des clients des banques françaises et à simplifier le changement de banque. Il revient désormais à la nouvelle banque d'effectuer elle-même les démarches pour transférer l'ensemble des prélèvements et virements[2].

#### Culture
- Mort de l'anthropologue et ethnologue et académicien Claude Lévi-Strauss (100 ans) qui avait consacré sa vie à l'étude des peuples « primitifs », aux symboles et aux structures de groupe.

### Lundi2 novembre 2009

#### Politique
- La vice-présidente du Front national Marine Le Pen annonce sa candidature à la présidence du Front national au prochain congrès du parti en 2010[3].
- Le groupe internet Google annonce le lancement en France de son portail d'informations locales[4].
- Selon le ministre Patrick Devedjian, le plan de relance va permettre de « créer ou sauvegarder » 400 000 emplois en 2009 et 2010[5].

#### Culture
- Le prix Goncourt est attribué à Marie NDiaye pour Trois femmes puissantes.
- Le prix Renaudot est attribué à Frédéric Beigbeder pour Un roman français.

#### Affaires diverses
- Début de la bataille judiciaire pour la propriété de la prestigieuse cathédrale Saint-Nicolas de Nice, bâtie au début du XXe siècle et revendiquée par la fédération de Russie et une association cultuelle locale[6].
- Dix-huit des 58 réacteurs nucléaires français sont à l'arrêt pour des opérations de maintenance, des accidents divers ou afin de les recharger en combustible nucléaire. Du fait de ces nombreux arrêts de production, la France va devoir importer massivement de l'électricité à partir de mi-novembre, et ce pendant plus de deux mois. Le parc nucléaire français assure plus de 76 % de la production d'électricité du pays. Un mouvement de grève intervenu au printemps chez EDF a notamment retardé de plusieurs mois les opérations de maintenance et de rechargement en uranium des centrales nucléaires[7].
- Une quarantaine de maires du sud-Finistère demandent au président de la République la levée du secret défense dans l'affaire du naufrage du chalutier Bugaled Breizh en 2004, dans une zone où se déroulaient des exercices navals de l'Otan[8].
- Seine-Saint-Denis : Trois policiers, qui avaient été accusés de violences lors des émeutes de 2005 à La Courneuve sont condamnés à six mois et un an de prison avec sursis[9].

### Mardi3 novembre 2009

#### Politique
- Nouvelle instruction possible en appel par le tribunal administratif de Nantes sur la responsabilité de l’État dans la prolifération des algues vertes en Bretagne après un premier procès perdu en octobre 2007 face à des associations environnementales. La polémique a été relancée en juillet à la suite de la mort d'un cheval du fait de la concentration sur la plage d'hydrogène sulfuré, un gaz qui émane notamment des algues en décomposition et pouvant être mortel en cas de concentration importante[10].

#### Culture
- Le prix décembre est attribué à Jean-Philippe Toussaint pour La Vérité sur Marie.

### Mercredi4 novembre 2009

#### Politique
- La commission des Lois de l'Assemblée a adopté le projet de loi sur la récidive en y incluant la castration chimique et la création d'un fichier visant à évaluer la dangerosité des personnes[11].
- Selon le ministère de l'Intérieur, les recettes prévues de la fiscalité locale vont augmenter en 2009 de 8,1 %, après 4,4 % en 2008, pour totaliser 71 milliards d'euros. Cette forte hausse concerne surtout les départements qui sont confrontés à l'augmentation des dépenses sociales, mais aussi à la valorisation des bases imposables (+4,7 %) et la hausse importante des taux (3,4 %) des communes et des régions[12].

#### Culture
- Le prix Médicis du roman est attribué à l'écrivain canadien d'origine haïtienne Dany Laferrière pour L'énigme du retour (éd. Grasset).
- Le prix Médicis du roman étranger est attribué à l'écrivain américain Dave Eggers pour Le Grand Quoi: Autobiographie de Valentino Achak Deng (éd. Gallimard).
- Le prix Médicis Essai est attribué à l'écrivain Alain Ferry pour Mémoire d'un fou d'Emma (éd. Le Seuil).
- Depuis le lancement de l'opération offrant un quotidien gratuit par semaine pendant un an à un maximum de 200 000 jeunes de 18-24 ans, 150 000 demandes d'abonnement ont été enregistrées, en moins d'une semaine[13].

### Jeudi5 novembre 2009

#### Politique
- Les députés UMP Richard Mallié et Philippe Briand et une cinquantaine de députés proposent de limiter les dépenses de la Haute Autorité de lutte contre les discriminations et pour l'égalité (HALDE) dont le budget « a interpellé les députés de la majorité »[14].
- Grève de plus de 5 000 travailleurs immigrés sans-papiers, essentiellement africains, dans 1 253 entreprises françaises majoritairement dans le BTP, le gardiennage et la restauration pour demander leur régularisation. Depuis plusieurs jours, ils multiplient les actions pour réclamer l'obtention du titre de séjour qui permet notamment de bénéficier des droits sociaux[15].

#### Affaires diverses
- Bas-Rhin : Première condamnation pour aide à séjour irrégulier et travail dissimulé[16].
- Rhône : Un convoyeur de fonds Toni Muselin disparaît à Lyon avec un fourgon contenant 11,6 millions d'euros. Le 9, la police retrouve dans un garage une partie du butin pour un montant de 9 millions. Le 16, à Monaco, l'escroc se rend à la justice.

### Vendredi6 novembre 2009

#### Politique
- Le président Nicolas Sarkozy a présenté, lors  du premier conseil interministériel de l'outre-mer, un catalogue de 137 mesures destinées à favoriser le développement économique et à lutter contre la vie chère dans les collectivités d'outre-mer, dix mois après la grave crise sociale qui a secoué les Antilles et la Réunion[17].
- La ministre de la Justice Michèle Alliot-Marie, devant le congrès de l'Union syndicale des magistrats, déclare vouloir une « réécriture de tout le droit pénal » car « notre droit devient illisible »[18].
- Le sénateur et ancien ministre de l'Intérieur Charles Pasqua a proposé dans une lettre à tous les parlementaires de créer une commission permanente habilitée à enquêter sur les affaires protégées par un secret-défense aujourd'hui utilisé pour protéger « quelques aigrefins. Des escrocs s'abritent derrière l'intérêt national et le secret-défense pour faire leurs propres affaires »[19].
- Le tribunal de grande instance de Grenoble ordonne la fermeture du site internet d'un groupuscule politique, le Parti National Radical Rhône Alpes, qui avait publié des insultes antisémites à l'encontre du procureur général, du préfet, du député-maire et du bâtonnier de la ville[20].

#### Économie
- La maison Chanel est attaquée pour contrefaçon[21].

#### Culture
- Mort du musicien Jacno (52 ans), un des précurseurs de la pop électronique française[22].

### Samedi7 novembre 2009

#### Affaires diverses
- Bas-Rhin : 139 personnes ont été intoxiquées au monoxyde de carbone à la salle des fêtes de Kaltenhouse où se déroulait une fête associative[23].

### Dimanche8 novembre 2009

#### Affaires diverses
- Gard : Le sénateur-maire UMP de Nîmes Jean-Paul Fournier est reconnu coupable de prise illégale d'intérêt par le tribunal correctionnel pour une affaire immobilière datant de mai 2003. Un appel est déposé[24].
- Hérault : Sept policiers ont été blessés dans la nuit au parc des Expositions de Montpellier par un groupe d'individus armés alors qu'ils procédaient à l'interpellation d'un homme violent[25].
- Pas-de-Calais : Une cinquantaine de personnes ont été intoxiquées au monoxyde de carbone lors d'une messe à l'église Saint Cyr d'Angres[26].
- Var : La gendarmerie de Brignoles annonce le démantèlement d'un réseau de revendeurs de drogue. 17 jeunes de 18 à 25 ans ont été interpellés à Saint-Maximin, Cuges-les-Pins et Rougiers[27].

### Lundi9 novembre 2009

#### Politique
- Le secrétaire d’État au Logement Benoist Apparu annonce la mise en place dans les six prochains mois d'un « référent personnel » chargé de suivre chaque SDF et détaille un plan d'aide aux sans-abri[28].

#### Culture
- Le Goncourt des lycéens 2009 est attribué à Jean-Michel Guenassia pour Le club des incorrigibles optimistes (éd. Albin Michel).
- Le prix Femina 2009 est attribué à Gwenaëlle Aubry pour Personne (éd. Mercure de France)[29]
- Le prix Femina 2009 du roman étranger est attribué à l'Allemand Matthias Zschokke pour Maurice à la poule (éd. Zoé).
- Le prix Femina 2009 Essai est attribué à Michelle Perrot pour Histoire de chambres (éd. Le Seuil).

#### Affaires diverses
- Maine-et-Loire : Ouverture par la Cour d'assises d'Angers du procès d'un couple accusé d'une vingtaine de viols et agressions sexuelles sur mineures entre 1996 et 2005 dans le secteur de Cholet. Ils avaient été interpellés en novembre 2005 grâce à une alerte média quelques mois avant la mise en place par le ministère de la justice du système des alertes enlèvement[30].

### Mardi10 novembre 2009

#### Politique
- L'Assemblée nationale vote l'extension du Revenu de solidarité active (RSA) aux moins de 25 ans ayant déjà travaillé deux ans dans les trois dernières années. Cette extension devrait concerner 160 000 jeunes et coûter 250 millions d'euros[31].
- Doubs : La Cour administrative de Besançon autorise une enseignante homosexuelle à obtenir un agrément d'adoption[32].

#### Culture
- L'opérateur de téléphonie et d'internet Orange a signé mardi un accord qualifié d'« historique » avec trois organisations professionnelles du cinéma français (le Bureau de liaison des industries cinématographiques (BLIC), le Bureau de liaison des organisations du cinéma (BLOC) et la société civile des Auteurs réalisateurs producteurs (ARP). Orange garantit « un investissement minimum de 80 millions d'euros sur trois ans dans le cinéma français et européen ».

#### Affaires diverses
- Essonne : Procès en assises d'un violeur violent et multirécidiviste ayant fait 9 victimes aux Ulis[33]

### Mercredi11 novembre 2009

#### Politique
- La cérémonie de l'armistice du 11 novembre 1918 est célébrée cette année par le président Nicolas Sarkozy accompagné de la chancelière Angela Merkel. Une première qui symbolise la réconciliation entre les deux nations.

#### Économie
- Euro Disney annonce une perte de 55,5 millions d'euros sur l'exercice septembre 2008/2009 contre 2,8 millions l'année précédente.

#### Social
- Selon l'Association pour la gestion du régime de garantie de créances des salariés (AGS), organisme patronal qui garantit le paiement des salaires dans les entreprises en faillite, sur les 10 premiers mois de 2009, les paiements se sont accrus de 50,8 %[34].

### Jeudi12 novembre 2009

#### Politique
- La commission Juppé-Rocard est parvenue à un accord collectif sur le grand emprunt, soit 35 milliards d'euros et sept priorités pour le grand emprunt[35].
- Selon l'Observatoire national de la délinquance, le nombre des violences physiques a augmenté de + 3,75 % entre novembre 2008 et octobre 2009 par rapport à la même période un an auparavant avec une augmentation de 7,29 % du nombre des atteintes physiques crapuleuses, de 3,57 % de celui des atteintes physiques non crapuleuses mais une baisse de 4,09 % du nombre de violences sexuelles[36].
- 180 députés UMP ont cosigné un amendement au projet de loi sur la récidive demandant que les maires soient informés « de l’arrivée dans leur commune d’un condamné pour des faits graves: viol(s), agression(s) sexuelle(s), acte(s) de barbarie ou tortures »[37].
- Le syndicat Alliance police nationale réclame un « Grenelle de la sécurité pour que tous les acteurs concernés puissent enfin trouver ensemble un schéma novateur » et relève « l'impérieuse nécessité de recentrer les policiers et les gendarmes sur leur cœur de métier, abandonner les tâches indues (transfert de détenus, gardes détenus hospitalisés, gardes de bâtiments, etc.) au profit d'autres acteurs, et geler la baisse des effectifs de la Police Nationale dès 2010 »[38].
  - Les dissidents, exclus et déçus du Front national décident de rassembler l'extrême droite pour les élections régionales de mars 2010 lors d'une journée « nationale et identitaire » afin de présenter « sept ou huit » listes, estimant comme l'ancien secrétaire général du FN Carl Lang que « le FN a rempli sa mission historique, son cycle se termine »[39].

#### Économie
- Électricité de France annonce une baisse de la production du parc nucléaire français en raison « des mouvements sociaux du printemps » qui ont perturbé les opérations de maintenance et d'accidents ayant provoqué l'arrêt de plusieurs réacteurs qui conduisent EDF à tabler sur une production d'électricité nucléaire de 390 térawattheures (TWh) en 2009, en baisse de 6,6 % par rapport à 2008[40].
- Le président de la banque BPCE François Pérol annonce le prochain versement à l’État de 358 millions d'euros en 2009 au titre des intérêts sur les sommes apportées au groupe par l’État. La BPCE a déjà remboursé 750 millions sur les 7,1 milliards qu'il doit à l’État[41].

#### Culture
- L'écrivain et diplomate Jean-Christophe Rufin fait son entrée à l'Académie française, où il a été élu le 19 juin 2008 au fauteuil d'Henri Troyat auquel il fait éloge[42].

#### Sport
- Mort à Dinard d'Henri Sérandour (72 ans), ancien sportif et ancien président du Comité national olympique et sportif français (CNOSF)[43].

#### Santé
- Début de la grande campagne nationale de vaccination contre la grippe A(H1N1). Des premières critiques se font jour.

### Vendredi13 novembre 2009

#### Politique
- Selon l'Insee, la crise économique pourrait bien freiner provisoirement la natalité en France, pourtant l'une des meilleures d'Europe ; « la forte hausse du chômage, la baisse des revenus, l'incertitude croissante sur l'avenir, modifieront vraisemblablement des comportements reproductifs des ménages, d'autant que les jeunes sont les premiers touchés ». En 2008, 801 000 enfants sont nés en France métropolitaine, un chiffre jamais atteint depuis près de 30 ans permettant au taux de fécondité de dépasser les deux enfants par femme. Le taux de chômage en France métropolitaine grimpera à 10 % de la population active fin 2010, après 9,7 % fin 2009. Le Produit intérieur brut (PIB) repart légèrement en hausse après une année de récession[44].
- L'Assemblée nationale vote la fiscalisation des indemnités journalières versées par la Sécurité sociale pour les accidents du travail dans le cadre du projet de budget pour 2010[45].
- Le commissaire européen chargé de l'aide régionale Paweł Samecki annonce que la Commission européenne a débloqué 109,4 millions d'euros à destination des régions françaises du sud-ouest touchées par la tempête Klaus en janvier 2009. Les dommages directs ont été évalués à 3,8 milliards d'euros[46].

#### Affaires diverses
- Drôme : La section financière de la police judiciaire de Lyon fait une perquisition à la mairie socialiste de Valence dans le cadre d'une enquête « de prise illégale d'intérêts et de favoritisme »[47].

### Samedi14 novembre 2009

#### Politique
- Les gynécologues libéraux du syndicat national des gynécologues-obstétriciens libéraux (Syngof) se mettent en grève des accouchements dans les 720 maternités privées qui réalisent 30 % des accouchements en France. Les médecins exigent que la loi les couvre au-delà de dix ans en cas d'accident médical. Le gouvernement a procédé à des réquisitions pour pallier le manque de médecins[48].

#### Affaires diverses
- De violentes émeutes ont eu lieu à Paris à la suite de l'annonce faite par une société de publicité d'une distribution gratuite de billets de 5 euros alors que l'opération a été annulée par la police[49].
- Des incidents ont eu lieu dans les rues de Marseille, à Grenoble et à Lyon après la fin du match de football opposant l’Égypte et l'Algérie battue en match de qualification pour la Coupe du monde. Des incidents s'étaient déjà déroulés à Marseille le 11 octobre dernier à l'issue de la victoire de l'Algérie contre le Rwanda[50],[51].

### Dimanche15 novembre 2009

#### Politique
- Les sénateurs ont adopté un amendement au projet de budget de la Sécu 2010 améliorant la couverture d'assurance des gynécologues-obstétriciens libéraux, qui ont entamé depuis samedi une grève des accouchements dans certains cliniques privées[52].
- Un professeur, haut responsable de l'Assistance publique-Hôpitaux de Paris (AP-HP), dénonce un plan de suppression de 1 150 postes en 2010[53].

#### Culture
- Mort de l'acteur Jocelyn Quivrin (30 ans) dans un accident de la route[54].

#### Affaires diverses
- Lot-et-Garonne : Un avion bimoteur de tourisme a percuté, sans faire de victimes, une ligne électrique moyenne tension de 20 000 volts à hauteur de Saint-Jean-de-Thurac, privant cinq communes d'électricité[55].

### Lundi16 novembre 2009

#### Politique
- Le gouvernement envisage une série de mesures fiscales « dissuasives » visant à rendre moins attractif pour les entreprises ou les particuliers le recours aux paradis fiscaux. Ces dispositions s'appliqueront aux États qui n'appartiennent pas à l'Union européenne qui figurent sur la liste « grise » des paradis fiscaux de l'OCDE et qui ne sont pas liés à la France par un accord d'échange d'informations fiscales[56].

#### Économie
- Selon une enquête des Rencontres nationales du e-tourisme institutionnel, ce dernier représente plus de 30 % de la valeur du commerce en ligne en France, atteignant pour 2008 près de 7 milliards d'euros. Plus de 160 millions d'Européens ont préparé leur voyage en ligne en 2008 et près de 90 millions ont réservé au moins une prestation en ligne[57].
- Filière agriculture biologique : Les agriculteurs bio réclament « la vérité sur les prix » après la parution d'une enquête attribuant aux produits bio un surcoût de 72 % sur les produits conventionnels. Ils pointent « une  distorsion de concurrence présente à tous les niveaux de la construction des prix » et « la faiblesse des subventions dont ils bénéficient ». De plus un certain nombre de coûts techniques, écologiques et sociaux — dépollution, pesticides — ne sont pris en compte[58].

#### Affaires diverses
- Loïc Sécher, condamné en 2003 à seize ans de prison pour viol sur une mineure âgée de 13 ans au moment des faits, et qui a reconnu l'année dernière avoir menti, se dit « victime du pire fiasco judiciaire de ces dernières années à l'image de ce qu'ont vécu les victimes de l'affaire d'Outreau » et en appelle au Garde des sceaux, Michèle Alliot-Marie, pour l'aider à lutter contre cette emballement judiciaire[59].
- Angolagate : 24 des 36 condamnés, dont une dizaine à de la prison ferme, de l'affaire ont décidé de faire appel, dont Pierre Falcone, Arcadi Gaydamak, Charles Pasqua et Jean-Charles Marchiani, pour avoir, soit participé à l'organisation d'un commerce d'armes « illicite » vers l'Angola estimé à 790 millions de dollars, soit bénéficié de pots-de-vin[60].
- Alpes-Maritimes : La gendarmerie démantèle un réseau d'escrocs aux crédits bancaires et de trafiquants de drogue dans le secteur d'Antibes et Valbonne. Une vingtaine de personnes dont des Capverdiens ont été interpellées[61]. Un autre réseau lié au premier est démantelé à Nice, Cagnes-sur-Mer et Saint-Laurent-du-Var. 18 personnes sont interpellées[62].
- Corrèze : Ouverture du procès à Tulle d'un homme accusé de viols par ascendant légitime sur sa fille, avec laquelle il a eu trois enfants nés entre 1998 et 2001[63].

### Mardi17 novembre 2009

#### Politique
- 92e congrès des Maires de France jusqu'à jeudi devant 11 000 premiers édiles. Le premier ministre François Fillon défend la réforme territoriale et la suppression de la taxe professionnelle. Plusieurs ministres interviendront dont Brice Hortefeux (intérieur), Christine Lagarde (économie), Éric Woerth (budget) et Alain Marleix (collectivités locales)[64].
- L'Observatoire national de la délinquance (OND) demande la mise en place d'un « nouvel outil » de mesure de la délinquance et la suppression de celui utilisé actuellement, l'état 4001, « obsolète, décalé et contre-productif »[65].

#### Économie
- Selon l'agence de notation Moody's, le « grand emprunt » de 35 milliards d'euros que la France va lancer en 2010 pour financer des « investissements d'avenir » va « affaiblir » la notation Aaa de la France sans toutefois la menacer. L'objectif de l'emprunt est de « doper la croissance et les revenus fiscaux de manière à diminuer la dette de l’État » mais « étant donné l'endettement et le déficit relativement élevés de la France, ses infrastructures bien développées et l'échec de ses tentatives passées de réduire le fardeau de la dette par la croissance, le grand emprunt n'a que peu de chances d'améliorer la solvabilité à long terme du pays », l'opération « rendra les finances publiques d'autant plus vulnérables à une hausse des taux d'intérêt à long terme »[66].

#### Santé
- Selon une étude Precepta, le marché de l'automédication en France, auparavant « peu évolutif et bloqué par des freins structurels », a cru de 17 % sur la période 2005-2008 en raison notamment des vagues 2006 et 2008 de déremboursements de médicaments. En France, l'automédication représente un peu moins de 7 % des dépenses totales de médicaments, soit presque deux fois moins qu'en Europe (12 %)[67].
- Grippe aviaire : Quelque 9 000 canards ont été abattus dans une exploitation des Deux-Sèvres en raison d'un « foyer d’influenza aviaire H5 faiblement pathogène »[68].

### Mercredi18 novembre 2009

#### Politique
- Selon la Banque de France, le nombre de ménages surendettés ayant engagé des procédures de demande d'aide sur les trois premiers trimestres de 2009 est de 162 171 en progression de 17,65 % sur la même période de 2008. La procédure exceptionnelle de « rétablissement personnel », qui consiste à vendre la totalité du patrimoine d'un ménage en contrepartie de l'effacement des dettes, a été déclenchée 32 000 fois (+ 30 %). La moyenne de surendettement atteint 40 000 euros par dossier principalement à cause du crédit dit « revolving »[69].
- Le premier ministre François Fillon accuse le parti socialiste de mentir sur la réforme de la taxe professionnelle et accuse certaines collectivités territoriales, gérées par ce parti, et « qui n'arrivent pas à contenir leurs dépenses » d'avoir fortement augmenté leurs impôts locaux qui touchent les ménages sans attendre la réforme[70].
- L'association des directeurs d'établissements pour personnes âgées accuse l'État de détourner des crédits (200 millions en 2009, 307 millions en 2010) issus de la Journée de solidarité et versés à la Caisse nationale de Solidarité pour l'Autonomie (CNSA) sur un budget se 18,57 milliards d'euros. Ils déplorent que des crédits non consommés de la CNSA ne puissent pas être reportés d'une année sur l'autre et estiment qu'une partie des crédits sert à financer l'assurance maladie « alors que les besoins des personnes âgées fragilisées restent largement non couverts »[71].
- Le ministre Éric Besson annonce vouloir engager une « réflexion » sur les « mariages gris », désignant les mariages conclus entre un étranger et une personne de nationalité française de bonne foi, abusée dans ses sentiments par un(e) étranger(e) dont l'objectif est d'obtenir titre de séjour ou nationalité française[72].

#### Économie
- Henri Proglio souhaite une ouverture du capital de la filiale de réacteurs d'Areva (Areva NP) à EDF, estimant que la filière française est mal représentée à l'étranger[73].
- TER : La SNCF annonce des négociations exclusives avec le constructeur ferroviaire Bombardier pour la fourniture de TER de nouvelle génération à deux niveaux, le contrat devant porter à terme sur 860 rames pour environ 8 milliards d'euros. Ce nouveau train a été conçu à Crespin (Nord), où il sera construit[74].

#### Culture
- Le prix Interallié est attribué à Yannick Haenel pour Jan Karski (éd. Gallimard)[75].

#### Technologie
- Présentation à Colomiers (Haute-Garonne) du nouveau système de géolocalisation et navigation pour pompiers en intervention  (Filonas) permettant de guider à distance des pompiers en intervention sans visibilité conçu par six PME toulousaines, Thales Alenia Space et l'Institut de recherche en informatique de Toulouse (IRIT)[76].

#### Affaires diverses
- Plusieurs scènes de violences ont lieu dans plusieurs villes françaises à la suite de la victoire de l'Algérie (1-0) sur l’Égypte au match éliminatoire de sélection pour la participation à la Coupe du monde de football 2010. Au bilan : 330 voitures incendiées, magasins vandalisés et vitrines brisées, drapeaux français brûlés, 150 interpellations[77],[78],[79].

### Jeudi19 novembre 2009
Politique
- Les impôts ont augmenté de 9 % à Paris en 2009 et augmenteront de 8 % en 2010[80].

Culture
- Mort de Corinne Gorse dit Kriss, animatrice de radio et télévision.

#### Affaires diverses
- Société protectrice des animaux : Un administrateur judiciaire a été désigné afin d'assurer, durant six mois, la gestion et la réorganisation de l'association dont les dysfonctionnements ont été épinglés à plusieurs reprises depuis 8 ans par la Cour de comptes qui avait dénoncé pêle-mêle des gaspillages, des défaillances de gouvernance et de direction ou encore l'amateurisme dans la gestion de la SPA[81].
- L'hebdomadaire Paris Match publie deux nouvelles lettres du meurtrier en cavale Jean-Pierre Treiber[82].
- Haute-Garonne : Dans l'affaire de l'explosion de l'usine AZF le tribunal prononce une relaxe générale au bénéfice du doute.
- Paris : La DGCCRF démantèle un réseau de distribution de fausses cartes de téléphone. Près de 793 000 fausses cartes ont été saisies « prêtes à être activées »[83].

### Vendredi20 novembre 2009
Santé
- 210 établissements d'éducation sont fermés pour cause de grippe A(H1N1).
- La France est assigné devant la Cour européenne de justice concernant des défaillances dans le traitement des eaux usées dans 64 agglomérations, dont Bordeaux, Lyon et Marseille. Une première lettre d'avertissement avait été envoyée à la France en juillet 2004 et une seconde en décembre 2008.selon un communiqué[84].

#### Affaires diverses
- Seine-et-Marne, Affaire Giraud/Lherbier : Jean-Pierre Treiber, recherché pour le double meurtre est arrêté à Melun après avoir nargué la police depuis son évasion du 8 septembre. Des complices sont arrêtés[85].
- Var : Un trafic de cannabis et d'héroïne fonctionnent depuis 2008 est démantelé dans le golfe de Saint-Tropez. 22 personnes sont impliquées dont 7 ont été mises en examen[86].

### Samedi21 novembre 2009

#### Politique
- Visite officielle de 2 jours su président russe Vladimir Poutine. Des accords sont signés sur le gaz naturel, le pétrole, les hautes technologies et l'environnement.

### Mercredi25 novembre 2009
Politique
- Journée internationale de lutte contre les violences faites aux femmes, avec 48 000 viols de femmes par an en France[87].

### Vendredi27 novembre 2009

#### Politique
- Michel Barnier est nommé commissaire européen au Marché intérieur.

## Décès
- 1er novembre, Jonathan Bourhis (19 ans), joueur de basket-ball.
- 3 novembre, Jean-Paul Charié (57 ans), homme politique.
- 6 novembre, Jacno (52 ans), musicien.
- 7 novembre, Moncef Djebaili (52 ans), ancien footballeur franco-algérien.
- 8 novembre, Pierre Bottero (42 ans), écrivain.
- 10 novembre, Geneviève Thèvenot (93 ans), galeriste.
- 10 novembre, Timoteï Potisek (25 ans), pilote de motocross.
- 12 novembre, Henri Sérandour (72 ans), ancien président du CNOSF (1993-2009).
- 12 novembre, Danielle Godet (82 ans), actrice.
- 15 novembre, Jocelyn Quivrin (30 ans), acteur.
- 17 novembre, José Aboulker (89 ans), médecin, homme politique et résistant.
- 19 novembre, Kriss (61 ans), productrice-animatrice de radio
- 27 novembre, Raoul Delfosse (85 ans), comédien de second rôle.